# Parevania plana
Parevania plana är en stekelart som beskrevs av Pierre L. G. Benoit 1952. Parevania plana ingår i släktet Parevania och familjen hungersteklar. Inga underarter finns listade i Catalogue of Life.